# Abdera flexuosa
Abdera flexuosa is een keversoort uit de familie zwamspartelkevers (Melandryidae). De wetenschappelijke naam van de soort werd in 1799 gepubliceerd door Gustaf von Paykull.